# Lažni Dimitrije, ruski car
Lažni Dimitrije ili Dimitrije Samozvanac (-17. svibnja 1606.) je bio ruski car od 1605. do 1606. godine.

## Uspon na vlast
Smrt maloga princa Dimitrija sina Ivana IV. Groznog 1591. godine među narodom toga doba nije bila prihvaćena kao stvarnost. Kada se početkom novoga stoljeća po prvi put pojavio Lažni Dimitrije on se zbog pretvaranja da je preminuli princ ubrzo našao u zatvoru iz kojega uspješno bježi u Poljsku. Njegovo tamošnje skitanje po raznim lokalnim kneževstvima i vojvodstvima završava kada posjećuje dvor kralja Žigmunda III. u ožujku 1604. On mu tada daruje dopuštenje da okupi vojsku za osvajanje Rusije. Kako bi dobio što veću podršku za svoj poduhvat Lažni Dimitrije prelazi na katoličku vjeru dajući istovremeno obećanje da će cijela Rusija slijediti njegov primjer kada bude car.
Tijekom lipnja 1604. okupljenja vojska je po njegovom mišljenju postala dovoljno velika za rat, tako da na njenom čelu ulazi u Rusiju tijekom te jeseni. Prvu bitku te godine on i dobiva osvajajući usput nekoliko ruskih gradova. U sljedećoj bitki 1605. godine Lažnom Dimitriju poraz nanosi Boris Godunov, a njegova je vojska pretrpjela katastrofalne gubitke. Taj poraz,  kojim je trebao završiti rat ubrzo postaje tek neugodni događaj pošto njegov protivnik iznenada umire. Zahvaljujući iskustvu toga poraza on odlučuje u Moskvu tamošnjem narodu poslati poruku protiv novoga cara Fjodora II. Nakon što je ona pročitana, izbila je pobuna. Novi car je najprije uhićen, a potom najvjerojatnije po naređenju Lažnog Dimitrija pogubljen zajedno s majkom i sestrom.

## Car
Prvi zadatak koji je novi car postavio sebi po ulasku u Moskvu je bio posjeta grobu svoga navodnog oca Ivana IV. Groznog . Odmah potom on posjećuje svoju navodnu majku koja ga potvrđuje kao svoga sina darujući legalnost njegovom preuzimanju vlasti. Vladavina Lažnog Dimitrija se ubrzo pokazala kao doba stalnih velikih reformi kao da je znao ograničenost svojega vremena. Na vanjskopolitičkom planu on sklapa protuturski savez s Venecijom i Poljsko-Litvanskom Unijom, dok u unutrašnjim poslovima olakšava život običnih seljaka.
Odstupajući od politike svih prethodnih ruskih vladara još od doba Kijevske države on odbija strogu povezanost pravoslavne crkve i države što dovodi do prvih problema. Njegove prozapadne reforme i nikada skriveno razmišljanje kako je zapadna kultura bolja od ruske, dovode do dodatnih podozrenja konzervativnih krugova. Kap koja prelijeva čašu strpljenja je bilo vjenčanje Lažnog Dimitrija s poljskom princezom Marinom koja je bila katoličke vjere. U takvim slučajevima tijekom ruske povijesti ona bi trebala prijeći na pravoslavnu vjeru. Kako se to nije dogodilo uz punu podršku cara, koji poštuje njeno pravo na izbor, dolazi do sklapanja nove zavjere. Manje od deset dana nakon vjenčanja Lažnog Dimitrija ubijaju zavjerenici koji će na prijestolje postaviti onog istog Vasilija Šujskog kojega je ubijeni car već jedanput pomilovao radi zavjere.

## Dimitrije?
Po mišljenju Borisa Godunova koji je sigurno tada imao najbolje podatke, Lažni Dimitrije je sigurno bio Griška Otrepev koji 1601. godine napušta manastir i počeo se predstavljati kao princ Dimitrije. Ako bi ta tvrdnja bila istinita tada je svoje znanje pisanja ruskog i poljskog jezika stekao još u manastiru. Uz to bio je i veoma dobar jahač što je pripomoglo da bude prihvaćen u plemićkim krugovima.
| Prethodnik: | ruski car | Nasljednik:     |
| Fjodor II.  | ruski car | Vasilije Šujski |